# Nephelomys levipes
Nephelomys levipes är en däggdjursart som beskrevs av Thomas 1902. Nephelomys levipes ingår i släktet Nephelomys och familjen hamsterartade gnagare. Inga underarter finns listade i Catalogue of Life.
Arten listades tidigare i släktet risråttor.
Denna gnagare förekommer i bergstrakter och på högplatå i södra Peru och Bolivia. Utbredningsområdet ligger 1800 till 3200 meter över havet. Arten lever i molnskogar och den besöker ibland odlingsmark.